# 蔡汝楠
蔡汝楠（1515年—1565年），字子木，號白石，浙江湖州府德清縣人，明朝政治人物。

## 生平
嘉靖十年（1531年）由縣學附學生中式辛卯科浙江鄉試第三十三名舉人，嘉靖十一年（1532年）壬辰科會試第二百六十六名，第三甲第二百名進士。授行人，從王慎中、唐順之及叔嗣輩學詩。升右司副，進刑部員外郎，復除刑部貟外郎，升郎中，與皇甫涍兄弟交好，更為尚書顧璘引為忘年友。出爲河南歸德府知府，復除衡州府知府，因丁憂歸。
服闕，歷陞四川副使，江西右參政，除福建左參政，陞山東按察使，江西右布政使，左布政使。嘉靖四十年（1561年）三月以都察院右副都御史、巡撫河南，四十一年四月召為兵部右侍郎，協理京营戎政，四十二年五月回部管事，十一月调任南京，任南京工部右侍郎，四十四年卒於官。

## 家族
曾祖蔡本，祖蔡麒，父蔡玘，嘉靖元年壬午科舉人，任府同知；母陳氏；生母沈氏。

## 延伸阅读
[在维基数据编辑]
 《明史卷二百八十七》，出自《明史》

| 官衔          | 官衔                          | 官衔        |
| ------------- | ----------------------------- | ----------- |
| 前任： 林允宗 | 明朝衡州府知府 1549年－1553年 | 繼任： 胡安 |